# По делам службы
По делам службы ― рассказ русского писателя Антона Павловича Чехова, опубликованный в 1899 году.

## Публикации
Сюжет рассказа о самоубийце-неврастенике складывался у Чехова постепенно. В феврале 1888 года он описал в письме к Д. В. Григоровичу причины, которые, по его мнению, толкают на самоубийства русских юношей: «…необъятная равнина, суровый климат, серый, суровый народ со своей тяжелой, холодной историей, татарщина, чиновничество, бедность, невежество, сырость столиц, славянская апатия и проч.».
Чехов послал рассказ в редакцию газеты «Неделя» 26 ноября 1898 года. Впервые опубликован он был в январе 1899 года в выпуске «Книжки недели», литературном приложении к газете. С некоторыми незначительными изменениями Чехов включил произведение в девятый том первого издания собрания сочинений А. П. Чехова, опубликованного Адольфом Марксом в 1899―1901 гг.
При жизни А. П. Чехова рассказ переводился на сербскохорватский и чешский языки.

## Сюжет
В рассказе «По делам службы» события происходят в селе Сырню и в усадьбе Тануница. В село Сырню приезжают молодой судебный следователь Лыжин и уездный врач Старченко. Здесь без видимой причины застрелился страховой агент Лесницкий. Врач и следователь остановились в земской избе, в которой застрелился агент, там же находился труп Лесницкого. В разговоре они пытались выяснить причину самоубийства. Следователь рассудил так: «… какая разница между прежними и теперешними самоубийствами. Прежний так называемый порядочный человек стрелялся оттого, что казенные деньги растратил, а теперешний — жизнь надоела, тоска… Что лучше?».
Доктор Старенко решил съездить к фон Тауницу, живущему в трех верстах от Сырни. Лыжин остался в избе с сотским Лошадиным.
В разговоре следователя с сотским тот рассказывает ему о своей жизни, о том как он пострадал от жульнических действий писаря Хрисанфа Григорьева.
Пытаясь заснуть, следователь рассуждал: «Родина, настоящая Россия — это Москва, Петербург, а здесь провинция, колония; когда мечтаешь о том, чтобы играть роль, быть популярным, быть, например, следователем по особо важным делам или прокурором окружного суда, быть светским львом, то думаешь непременно о Москве. Если жить, то в Москве, здесь же ничего не хочется, легко миришься со своей незаметною ролью и только ждешь одного от жизни — скорее бы уйти, уйти».
Заснуть ему не дали, пришлось в непогоду с доктором ехать к Тауницу. У Тауница они ели, пили, развлекались. Тем же занимались и на следующий день, так как из-за непогоды выехать в Сырню не было возможности. Вернулись они через день, когда Лошадин уже решил, что они вернулись в город.

## Отзывы критиков
Рассказ получил одобрение русского писателя Ивана Горбунов-Посадова, который в письме от 24 января 1899 года сообщил самому автору и Льву Толстому о своих восторженных впечатлениях. Михаил Меньшиков, сотрудник газеты Неделя, также выразил свой восторг по поводу рассказа. Хотя в целом и общем литературная пресса в то время обошла внимание произведение. Исключением был разве что Ангел Богданович, который в журнале Мир Божьий (выпуск № 2, февраль 1899) похвалил Чехова и заявили, что тот находится в первых рядах русской литературы и открывает глаза широкому кругу читателей на те стороны жизни, которые другие писатели видеть неспособны либо сознательно их игнорируют.